# Steglitz

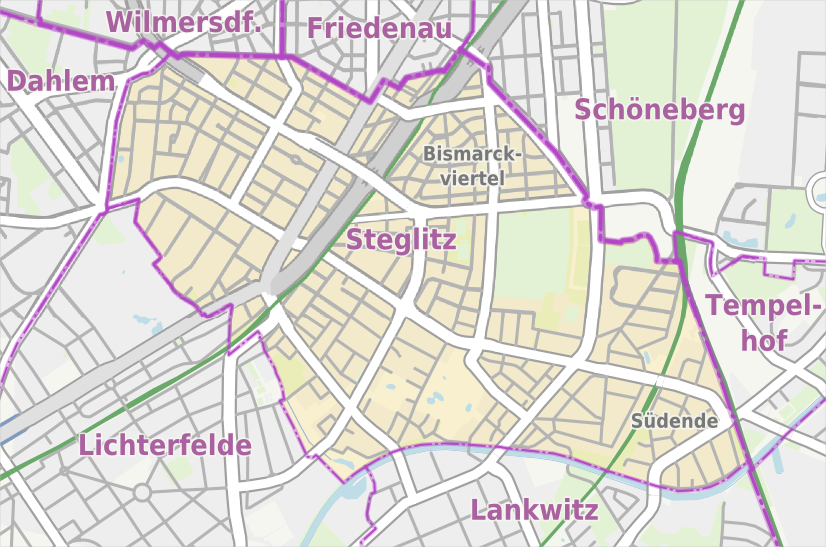
Mappa del quartiere

Steglitz è un quartiere (Ortsteil) di Berlino, appartenente al distretto (Bezirk) di Steglitz-Zehlendorf.

## Posizione
Steglitz si trova nella zona sudoccidentale della città. Il confine meridionale è segnato dal Teltowkanal.
Procedendo da nord in senso orario, confina con i quartieri di Wilmersdorf, Friedenau, Schöneberg, Tempelhof, Lankwitz, Lichterfelde e Dahlem.

## Storia
Nel 1920 Steglitz, che allora costituiva un comune rurale di 83 370 abitanti, venne annessa a Berlino in virtù della legge costitutiva della “Grande Berlino” venendo assegnata al distretto di Steglitz.
Il 1º gennaio 2001, in seguito alla riforma territoriale dei distretti berlinesi, Steglitz venne assegnata al nuovo distretto di Steglitz-Zehlendorf.  

## Monumenti e luoghi d’interesse
A Steglitz si trovano molti piccoli parchi e luoghi inverditi, che rendono la vita piuttosto piacevole. Inoltre le vie che fiancheggiano il canale Teltow permettono di fare lunghe passeggiate, fare jogging e andare in bicicletta.